# 107052 Aquincum
A 107052 Aquincum kisbolygót (ideiglenes jelölése 2001 AQ volt) Kiss László és Sárneczky Krisztián, a Szegedi Tudományegyetem csillagászai fedezték fel 2001. január 1-jén a Piszkéstetői Obszervatóriumból. Az ideiglenes jelölés „AQ” betűiből kiindulva Aquincumnak nevezték el, az ókori város emlékére.